# Soester Eng

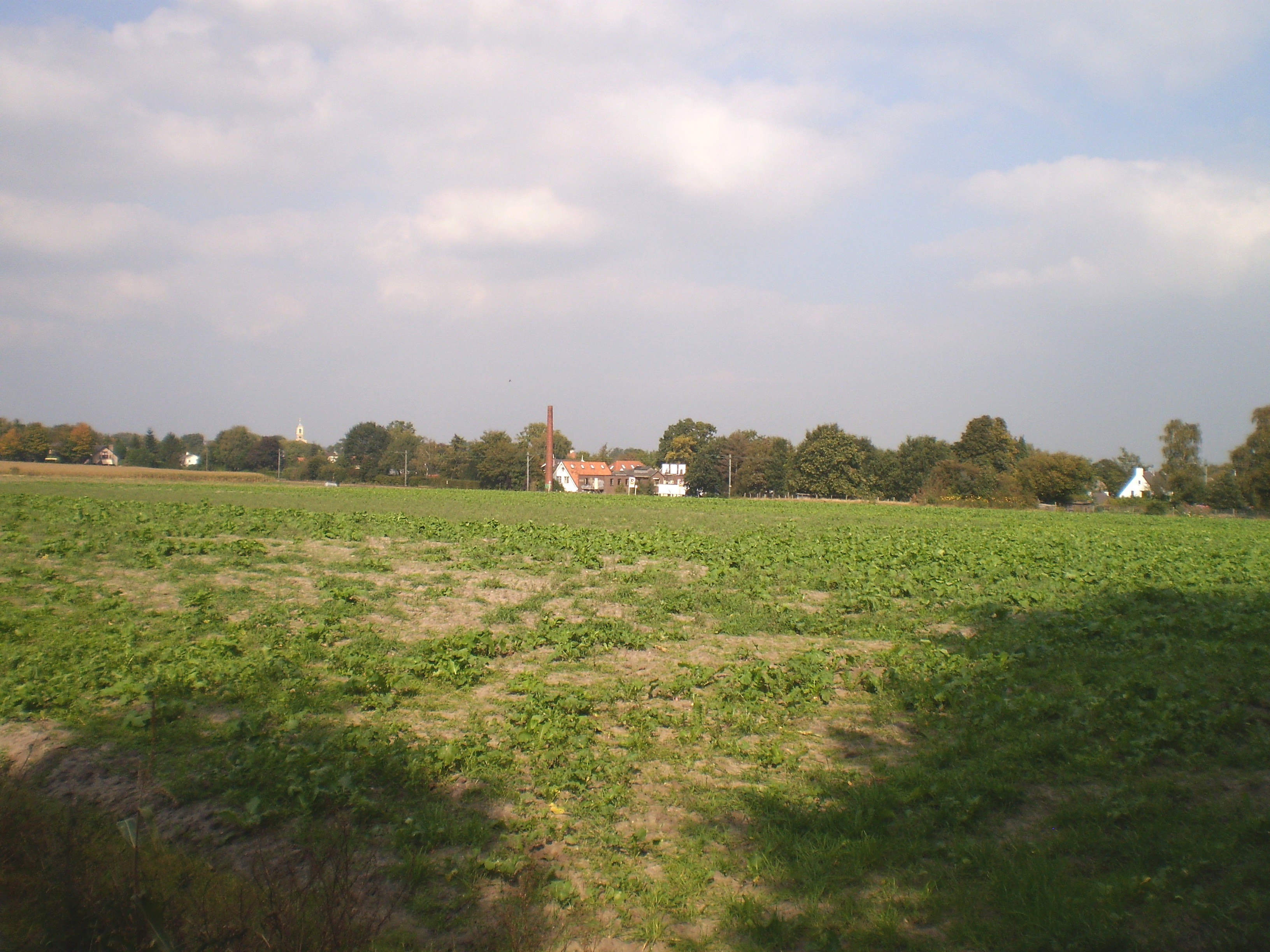
Zuidelijke Eng

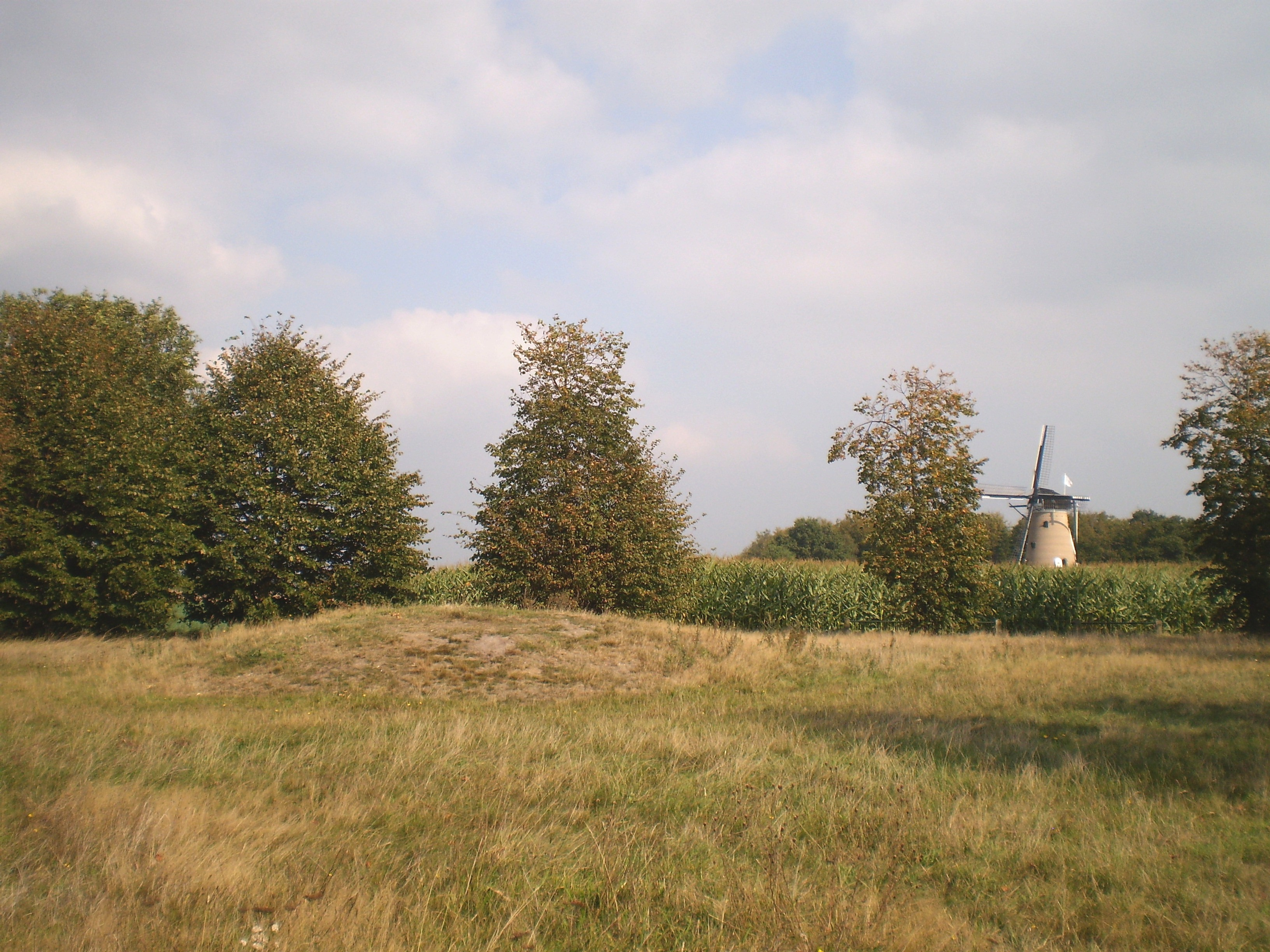
Enghenbergje

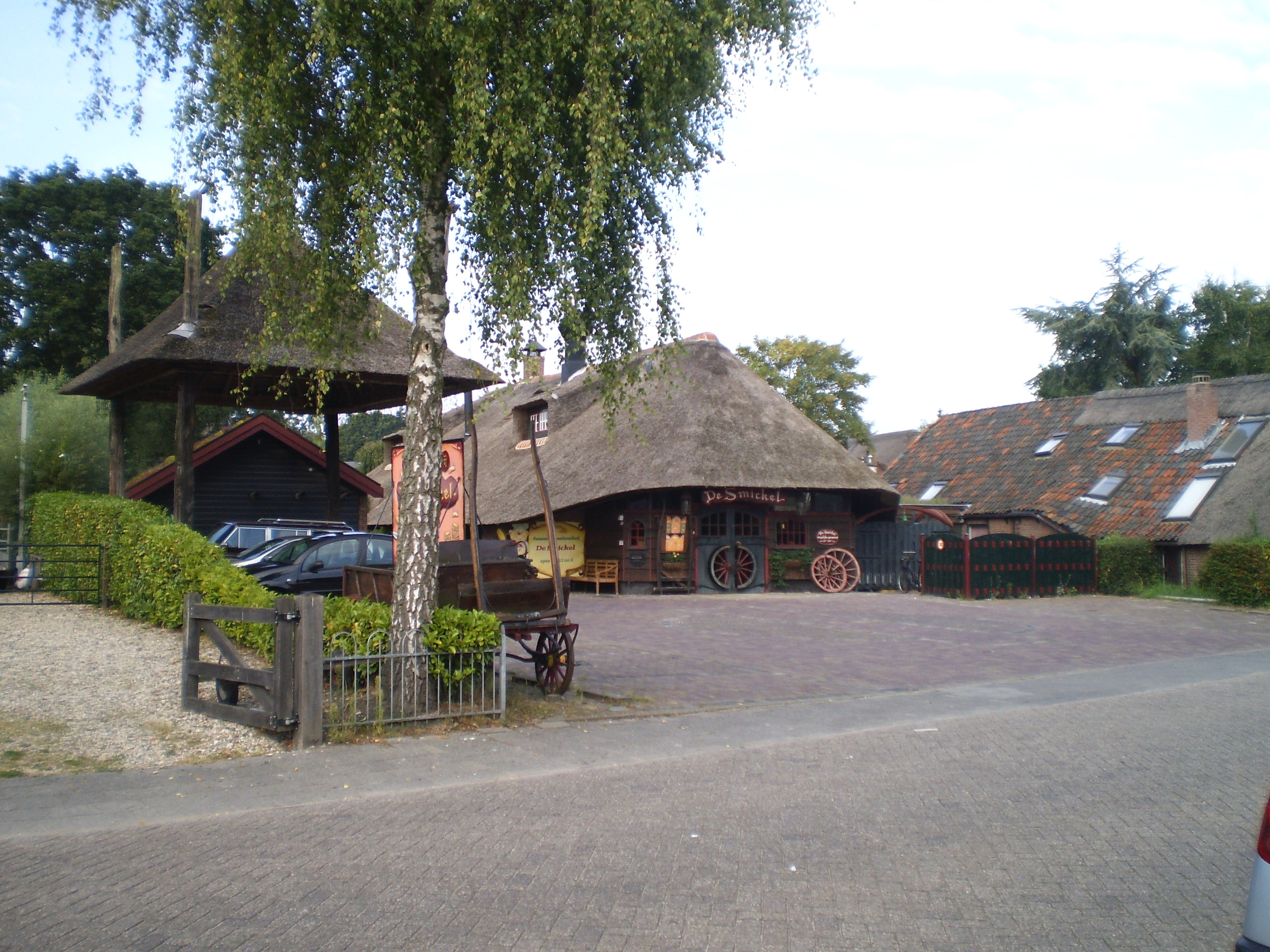
Tot pannenkoekenboerderij verbouwde schaapskooi

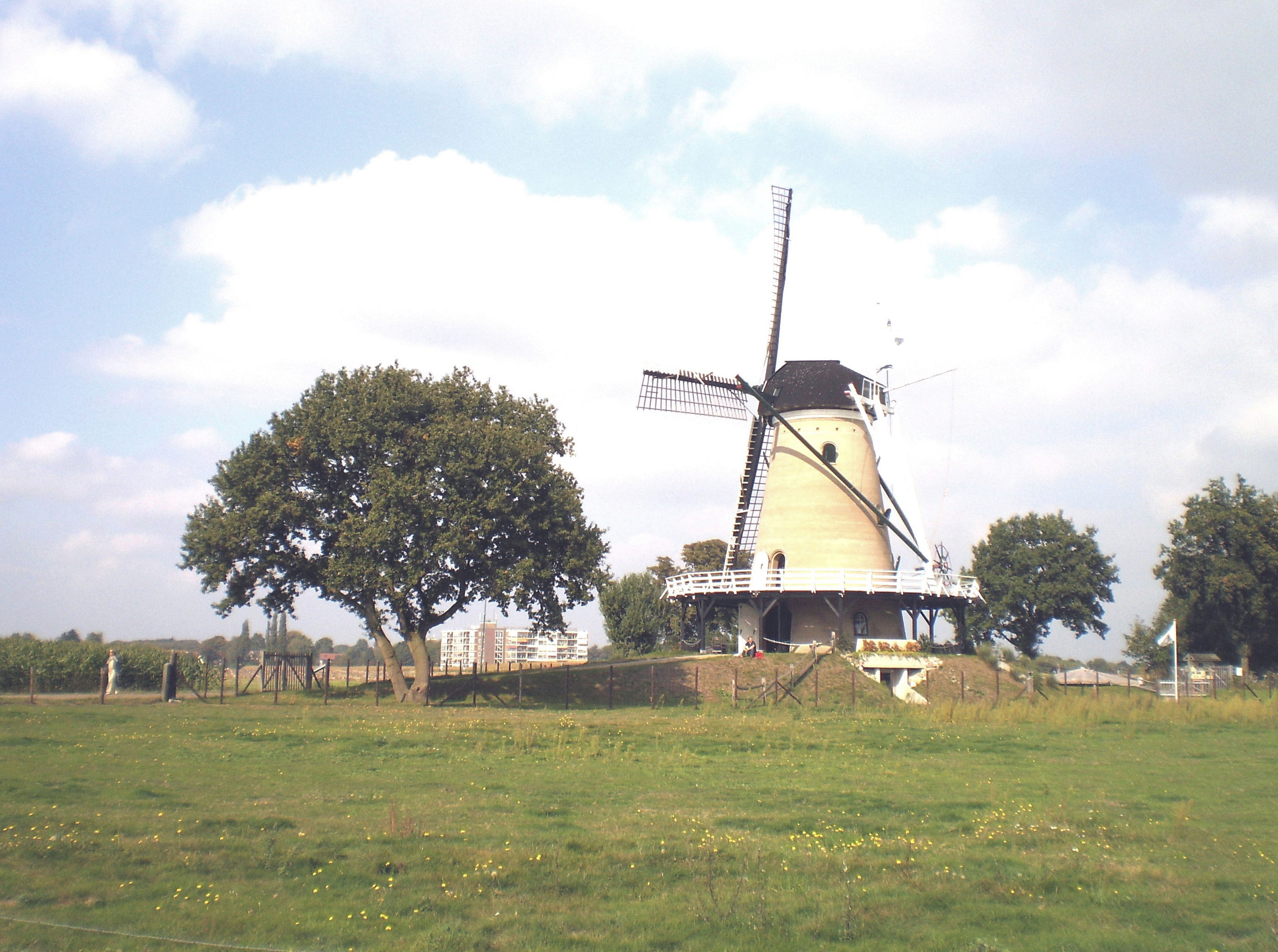
De Windhond

De Soester Eng is een langgerekte zandheuvel in Soest waarvan de lange oostzijde grenst aan de lage, drassige veengrond van de Eempolder. De Soester Eng beslaat ongeveer 60 ha.

## Ontstaan
De Eng werd gevormd in de laatste ijstijd, zo'n 180.000 jaar geleden. In die tijd schoven vanuit het noorden grote gletsjers over het gebied die de grond voortstuwden. Zo ontstonden stuwwallen als de Utrechtse Heuvelrug. Het hoogste punt van de Soester Eng is ongeveer ± 18 meter boven de zeespiegel. De Amersfoortse Berg, de Eempolder en het kerkje van Soest-Zuid zijn dan goed te zien.

## Archeologie
Boven op de eng ligt een archeologisch monument: het Engenbergje. Deze grafheuvel dateert uit een vroege periode, namelijk uit de klokbekercultuur van 2500 – 2000 v.Chr. Het is daarmee een van de oudste monumenten van Soest. In 1931 werden er geen voorwerpen in aangetroffen. Wel werd het silhouet van een in hurkhouding (zijligging) begraven mens gevonden.

## Bebouwing
Soest is een origineel brinkdorp en te karakteriseren als een typisch Flank-esdorp. De lintbebouwing ontstond doordat de boerderijen als een lint gebouwd werden langs de voet van de stuwwal met de hooggelegen akkers (enggronden) en aan de andere kant de natte weidegronden van het Eemdal. In 2013 is Soest zo uitgebreid dat de bebouwing de Eng aan alle kanten insluit. Het zuidelijke stuk van de vroegere agrarische Eng is nog over. Nadat de Dalweg over de Eng werd aangelegd werd het noordelijke deel in de jaren dertig bebouwd met villa’s. In de 20e eeuw verdween het agrarisch landschap op de noordelijke kant van de Eng grotendeels, door de bebouwing van de wijk Soestdijk. Met de zuidereng is nog zo'n 60 ha van het agrarisch gebied bewaard gebleven.
Het huidige landschap van de zuidelijke Eng is in hoofdzaak ontstaan in het laatste kwart van de 19e eeuw en het eerste kwart van de 20e eeuw met de aanleg van de spoorweg en de bebouwing langs de oude Molenweg.
De komst van kunstmest aan het einde van de 19e eeuw maakte een einde aan het eeuwenoude potstalsysteem en daardoor veranderde ook het landschap. Hierdoor was de stalmest niet langer nodig en verdwenen de potstallen van de Eng. Op de hoge gronden werden bossen aangeplant of de engen verdwenen onder nieuwbouwwijken en villadorpen.

## Landbouw
Zeker is dat de eerste bewoners van Soest rond het jaar 1000 woonden in de buurt van waar de Oude Kerk gebouwd is, op de overgang van het hoge en het lage land. Ze woonden tussen de laaggelegen Eempolder, die aantrekkelijk was als hooiland en weidegebied voor het vee, en de hooggelegen Eng, waar ze graan zoals boekweit en rogge konden verbouwen. Ook anno 2020 telen melkveehouders uit de Eempolder nog voedselgewassen voor hun koeien op de Eng. Op de Eng staat stellingkorenmolen De Windhond.
De grond van de Eng werd door bemesting geschikt gemaakt voor landbouw. De bodem was rijk van samenstelling door de menging met leem en klei. De boerderijen waren met een pad over de brink rechtstreeks verbonden met de Enggronden. De top van de Soester Eng is op de kruin boomloos geweest. Er waren geen houtwallen of hagen. Wel zijn er aan de randen van de Eng wildwallen geweest. Via de Kolonieweg en andere 'holle wegen' dreef de herder vroeger zijn schapen van de hei naar de schaapskooien op de Eng. De schapen waren nodig voor het bemesten van de Eng. Boerderijen werden vroeger allemaal met hun voorkant richting Eng gebouwd. Zo konden de mensen het gewas op de Eng goed in de gaten houden. Via de achterkant van de boerderijen kon het vee via de gemeenschappelijke Brink naar de weilanden in de Eempolder.
Op de Soester Eng worden ook Soester knollen verbouwd, er bestaan twee varianten van. De grote wordt gebruikt als veevoer, de kleinere soort werd gegeten als groente. Sinds een aantal jaren wordt de Soester knol weer op de Soester Eng geteeld. Deze knol dient rond 10 augustus, Sint-Laurensdag, gezaaid worden en geoogst vóór eind december, anders is ze smaakloos en waterig.
De Eng werd vroeger bemest via het zogenaamd potstalsysteem. Heideplaggen werden in de potstallen gebracht en daar vermengd met schapenmest en bladeren. Dit mengsel werd eeuwenlang uitgereden op de Eng om de akkers te bemesten. Zo ontstonden de enkeerdgronden. De vruchtbare laag zwarte grond op de Soester Eng is zo’n 50 cm dik.
Op de hoge gronden werden later bossen aangeplant en er kwamen nieuwbouwwijken en villadorpen. 

## Bescherming
De Zuidelijke Eng is door de gemeenteraad in 1992 aangewezen als beschermd dorpsgezicht. In het bestemmingsplan heeft de Zuidelijke Eng de bestemming akkerbouw.  Dit restant van de Soester Eng dient zijn agrarische karakter te behouden. De verkaveling dateert nog van de vroege middeleeuwen. De relatie tussen de Enggronden en Soest-Zuid en het zicht vanaf de Eng op de kerktoren zijn voorbeelden van de cultuur-historische waarden. In 1994 stelde de gemeente een premieregeling in voor agrarisch natuurbeheer op de Eng. Sindsdien is de variëteit aan gewassen vergroot: naast mais wordt er nu ook rogge en luzerne geteeld.
De stichting 'Vrienden Soester Eng' spant zich in om ervoor te zorgen dat het gebied niet verder wordt aangetast door bebouwing, paardenbakken en andere aantastingen.